# انجیر مونتانا
انجیر مونتانا (نام علمی: Ficus montana) نام یک گونه از سرده انجیر است.